# 阿拉伯半島伊斯蘭革命組織
阿拉伯半島伊斯蘭革命組織（阿拉伯语：‎；波斯語：‎）是一個位於沙烏地阿拉伯的伊斯蘭教什葉派武裝組織，由阿拉伯什葉派學者哈桑·薩法爾所領導，其主張效仿伊朗於阿拉伯半島發動什葉派伊斯蘭革命。阿拉伯半島伊斯蘭革命組織的前身是什葉改革運動，在1979年因伊朗伊斯蘭革命而轉變激進。1991年，阿拉伯半島伊斯蘭革命轉型溫和組織，轉變為阿拉伯半島革新運動。

## 歷史

### 成立背景
阿拉伯半島伊斯蘭革命組織的前身為什葉改革運動，由什葉派穆斯林學者哈桑·薩法爾於1975年在沙烏地阿拉伯卡提夫成立，主張於沙烏地阿拉伯爭取改革來改善沙烏地阿拉伯境內的什葉派穆斯林的環境。

### 逐漸激進
1979年，伊朗伊斯蘭革命爆發，遜尼派君主制的巴勒維伊朗王國被推翻，取而代之的是什葉派的伊朗伊斯蘭共和國，阿拉伯半島伊斯蘭革命組織受此啟發，並在1979年策畫卡提夫起義，主張推翻遜尼派的沙烏地王朝。卡提夫起義前夕，革命組織就已經組成了武裝，為起義做足準備。就在起義發生後，沙烏地政府開始鎮壓行動，許多的革命組織成員和支持者被逮捕。 革命組織聲稱有60人死亡、800人受傷、1,200人被捕。
起義失敗後，薩法爾與伊斯蘭革命組織的大部分領袖人物一起流亡到伊朗以及西歐和北美。在伊朗境內，大多數流亡者聚集在德黑蘭。

### 轉變溫和
1980年，革命組織在倫敦出版月刊，名為《伊斯蘭革命雜誌》，是該團體宣傳其社會和文化活動的主要途徑。在1980年代前期，革命組織一直堅決反對沙烏地阿拉伯政府，並拒絕與沙烏地阿拉伯當局進行任何談判。然而到了1980年代末，革命組織的領導階層逐漸意識到，使用武裝發動什葉伊斯蘭革命的作法是完全不切實際的。因此，革命組織領導階層放棄了先前激進的主張，轉而決定採用請願與訴求的方式，爭取更多的宗教自由和政治自由。
1990年，伊拉克-科威特戰爭戰爭爆發，薩達姆·海珊領導的伊拉克入侵科威特。阿拉伯半島伊斯蘭革命組織更名為革新運動，1990年9月11日，薩法爾命令組織團結起來支持沙烏地阿拉伯政府，以對抗伊拉克。戰爭爆發後《伊斯蘭革命雜誌》的出版也停止，變成了《阿拉伯半島雜誌》，該雜誌幫助其宣傳了該組織的言論從極端主義到溫和主義的轉變。
1993年，沙烏地國王法赫德·沙烏地積極響應該組織的新目標及其言論變化，並會見了薩法爾的幾位代表，主張結束什葉派與遜尼派的衝突。法赫德國王提出了具體的改善措施，包含從教科書中消除針對什葉派的貶義詞以及消除某些其他形式的明確歧視，並允許什葉派流亡者返回沙烏地阿拉伯。

## 國際關係

### 與伊朗的聯繫
阿拉伯半島伊斯蘭革命組織被認為有伊朗在背後的支援與支持，用以對抗沙烏地阿拉伯。革命組織甚至得到了伊斯蘭革命委員會的支持。據稱，阿拉伯半島伊斯蘭革命組織還與沙烏地阿拉伯的伊斯蘭聖戰組織和漢志真主黨有聯繫。